# Don Carlos (opera)
 For alternative betydninger, se Don Carlos. (Se også artikler, som begynder med Don Carlos)
Don Carlos er en opera i fem akter af Giuseppe Verdi. Den franske libretto, der bygger på skuespillet Don Carlos, Infant von Spanien af Friedrich Schiller, er skrevet af Camille du Locle og Joseph Méry. Operaen blev uropført i Paris den 11. marts 1867.
Operaen blev revideret af Verdi i 1882-1883 og oversat til italiensk af Achille de Lauzières og Angelo Zanardini. Den nye version havde kun fire akter og havde premiere på Teatro alla Scala i Milano den 10. januar 1884. Operaens første akt (scenen ved Fontainebleau) blev afkortet i den italienske version fra 1884, men spillet i fuld længde i en ny revision fra 1886.